# Fekišovce
Fekišovce é um município da Eslováquia, situado no distrito de Sobrance, na região de Košice. Tem 4,76 km² de área e sua população em 2018 foi estimada em 308 habitantes.

## Demografia
| Ano:        | 1994 | 2004    | 2014   | 2024   |
| ----------- | ---- | ------- | ------ | ------ |
| Broj ljudi: | 274  | 306     | 307    | 295    |
| Razlika:    |      | +11,67% | +0,32% | -3,90% |

| Ano:               | 2023 | 2024   |
| ------------------ | ---- | ------ |
| Número de pessoas: | 305  | 295    |
| Diferença:         |      | -3,27% |